# Huracán David
El huracán David fue el cuarto ciclón tropical nombrado de la temporada de huracanes del Atlántico de 1979. Como huracán de categoría 5 en la escala de Saffir-Simpson, el huracán David fue uno de los huracanes más mortíferos de la última mitad del siglo XX, dejando más de 2.000 víctimas fatales a su paso, mayormente en la República Dominicana.
Hasta julio de 2025, sigue siendo el único huracán en tocar tierra en la República Dominicana con una intensidad de categoría 5

## Historia meteorológica

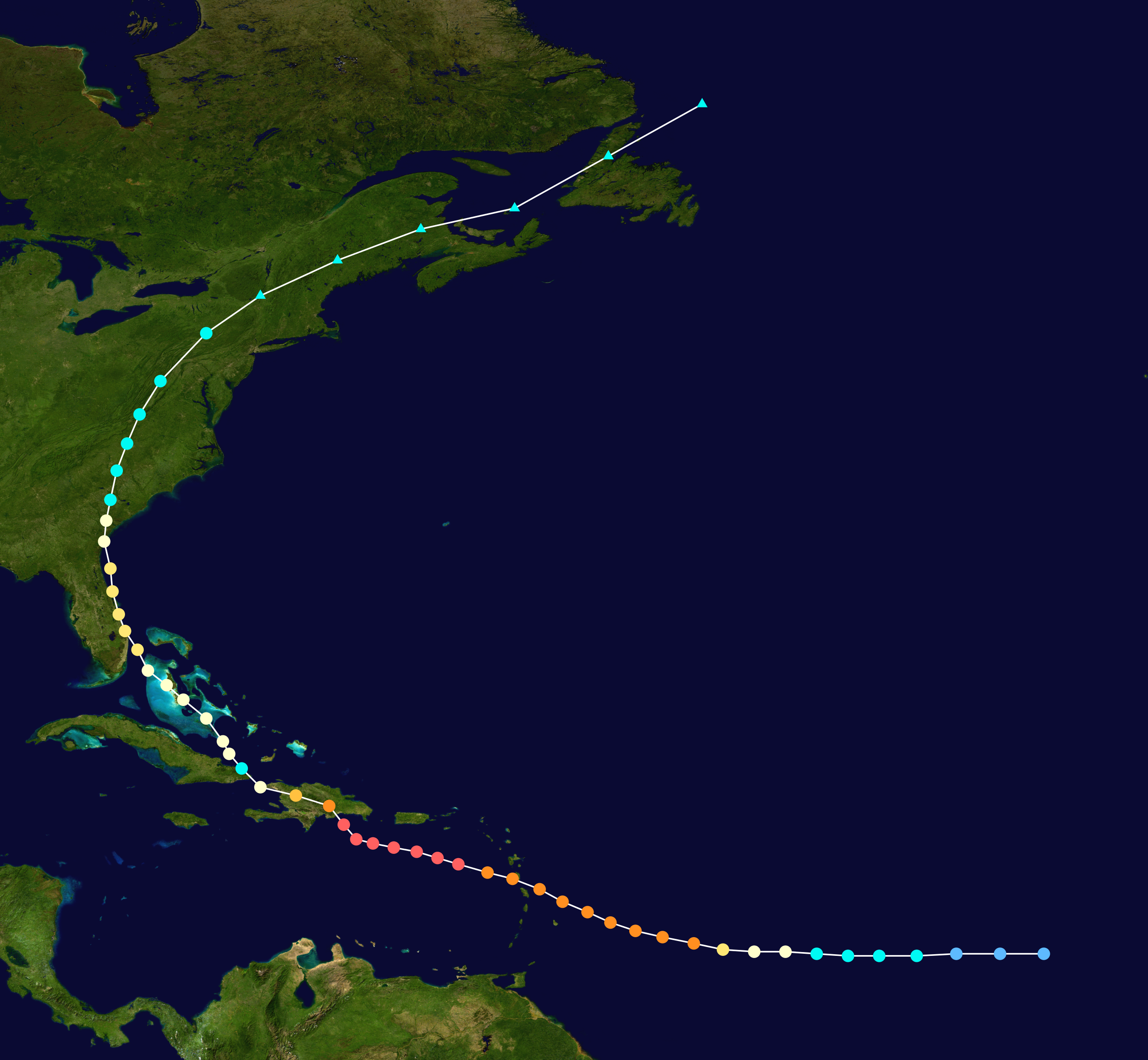
Mapa que traza la trayectoria y la intensidad del huracán, según la escala Saffir-Simpson

El 25 de agosto, el Centro Nacional de Huracanes de EE. UU. Informó que se había desarrollado una depresión tropical dentro de un área de clima perturbado, que se encontraba a unos 1.400 km (870 millas) al sureste de las islas de Cabo Verde. Durante ese día, la depresión se desarrolló gradualmente a medida que avanzaba hacia el oeste, bajo la influencia de la cresta subtropical de alta presión que se encontraba al norte del sistema antes, durante el día siguiente, el NHC informó que el sistema se había convertido en una tormenta tropical y nombró es David Convertido en huracán el 27 de agosto, se movió hacia el oeste-noroeste hacia el oeste antes de entrar en un período de intensificación rápida que lo llevó a una intensidad de 150 mph (240 km/h) el 28 de agosto. Se produjeron ligeras fluctuaciones de intensidad antes de que el huracán asolara el pequeño barlovento Isla de Dominica el día 29  David continuó hacia el oeste-noroeste e intensificó hasta convertirse en un huracán de categoría 5 en el noreste del mar Caribe, alcanzando una intensidad máxima con vientos máximos sostenidos de 175 mph (280 km/h) y una presión central mínima de 924 milibares (27.3 inHg) el 30 de agosto. Un canal de nivel superior empujó a David hacia el norte hacia la Española como un huracán de categoría 5 el 31 de agosto. El ojo pasó casi directamente sobre Santo Domingo, capital de la República Dominicana, con más de un millón de personas viviendo allí en ese momento. La tormenta cruzó la isla y surgió como un huracán débil después de empapar las islas.
Después de cruzar el pasaje de Barlovento, David golpeó el este de Cuba como un huracán mínimo el 1 de septiembre. Se debilitó a una tormenta tropical sobre tierra, pero rápidamente se fortaleció nuevamente cuando llegó a aguas abiertas. David giró hacia el noroeste a lo largo de la periferia occidental de la cresta subtropical, y se intensificó a un huracán de categoría 2 mientras se encontraba sobre las Bahamas, donde causó graves daños. A pesar de los pronósticos iniciales de un aterrizaje proyectado en Miami, Florida, el huracán giró hacia el norte-noroeste justo antes de tocar tierra cerca de West Palm Beach, Florida el 3 de septiembre. Fue paralelo a la costa de Florida tierra adentro hasta emerger en el océano Atlántico occidental en Nueva Smyrna Beach, Florida, más tarde el 3 de septiembre. David continuó hacia el norte-noroeste e hizo su último aterrizaje justo al sur de Savannah, Georgia, como un huracán mínimo el 5 de septiembre. Se volvió hacia el noreste mientras se debilitaba por tierra, y se volvió extratropical el día 6 sobre Nueva York. Como tormenta extratropical, David continuó hacia el noreste sobre Nueva Inglaterra y los Marítimos canadienses. David se intensificó una vez más cuando cruzó el extremo norte del Atlántico, recortando el noroeste de Islandia antes de moverse hacia el este, al norte de las Islas Feroe, el 10 de septiembre.

## Preparaciones
En los días previos a golpear a la Rep. Dominicana, originalmente se esperaba que David golpeara a Barbados y perdonara a Dominicana en el proceso. Sin embargo, el 29 de agosto, un giro en las horas previas a moverse por el área provocó que el huracán de 150 mph (240 km/h) golpeara directamente la parte sur de la Rep. Dominicana. Incluso cuando se hizo cada vez más claro que David se dirigía a la isla, los residentes no parecían tomarse la situación en serio. Esto puede atribuirse en parte al hecho de que las advertencias de radio locales eran mínimas y los esquemas de preparación para desastres eran esencialmente inexistentes. Además, la Rep. Dominicana no había experimentado un huracán importante desde 1930, lo que condujo a la complacencia de gran parte de la población. Esto demostró tener consecuencias desastrosas para la nación isleña.
Unas 400,000 personas evacuaron en los Estados Unidos en anticipación de David, incluyendo 300,000 en el sureste de Florida debido a un aterrizaje previsto entre los Cayos de Florida y Palm Beach. De ellos, 78,000 huyeron a refugios, mientras que otros se quedaron en la casa de un amigo tierra adentro o viajaron hacia el norte. Al tocar tierra durante el fin de semana del Día del Trabajo, David forzó la cancelación de muchas actividades en el área metropolitana de Miami.

## Impacto
Se cree que David fue responsable de 2.068 muertes, lo que lo convirtió en uno de los huracanes más mortales de la era moderna. Causó daños torrenciales en su camino, la mayoría de los cuales ocurrieron en la República Dominicana, donde el huracán tocó tierra como un huracán de categoría 5.

### Dominica
Durante el ataque de la tormenta, David dejó caer hasta 10 pulgadas (250 mm) de lluvia, causando numerosos deslizamientos de tierra en la isla montañosa. Las horas de vientos huracanados erosionaron severamente las costas y arrasaron las carreteras costeras.
El daño fue mayor en la parte suroeste de la isla, especialmente en la ciudad capital, Roseau, que se parecía a un objetivo de ataque aéreo después del paso de la tormenta. Los fuertes vientos del huracán David destruyeron o dañaron el 80 por ciento de los hogares (principalmente madera) en la isla, dejando al 75 por ciento de la población sin hogar, y muchos otros temporalmente sin hogar inmediatamente después. Además, la lluvia convirtió los ríos en torrentes, barriendo todo a su paso hacia el mar. Las líneas eléctricas se cortaron por completo, lo que provocó que el sistema de agua también se detuviera.
El más gravemente dañado fue la industria agrícola. La peor pérdida en la agricultura fue de plátanos y cocos, de los cuales aproximadamente el 75 por ciento de la cosecha fue destruida. Los campos de banano fueron completamente destruidos, y en la parte sur de la isla, la mayoría de los cocoteros fueron destruidos. A los cítricos les fue mejor, debido a la naturaleza pequeña pero robusta de los árboles. Además, los vientos de David arrancaron muchos árboles en la cima de las montañas, dejándolos desnudos y dañando el ecosistema al interrumpir los niveles de agua.
En total, 56 personas murieron en Dominica y 180 resultaron heridas. Se desconocen las cifras de daños a la propiedad y agrícolas en Dominica

### Puerto Rico
El huracán David originalmente iba a golpear la costa sur del territorio de los Estados Unidos de Puerto Rico, pero un cambio de rumbo en medio de la noche evitó el daño que sufrió la República Dominicana.
Aunque no golpeó a Puerto Rico, el huracán David pasó a menos de 100 millas (160 km) al sur de la isla, trayendo fuertes vientos y fuertes lluvias a la isla. Algunas partes del suroeste de Puerto Rico experimentaron vientos sostenidos de hasta 85 mph (135 km/h), mientras que el resto de la isla recibió vientos de fuerza de tormenta tropical. Al pasar por la isla, el huracán provocó fuertes mares y lluvias torrenciales, que ascendieron a 19,9 pulgadas (505 mm) en Mayagüez, Puerto Rico y hasta 20 pulgadas (510 mm) en la región montañosa central .
A pesar de permanecer en alta mar, la mayor parte de la isla sintió los efectos de David. El daño agrícola fue severo y, combinado con daños a la propiedad, el huracán fue responsable de pérdidas por $ 70 millones ($ 200 millones en 2005 USD). Después de la tormenta, la FEMA declaró que la isla era un área de desastre. En total, el huracán David mató a siete personas en Puerto Rico, cuatro de las cuales resultaron de electrocuciones.

### República Dominicana
Al tocar tierra en la República Dominicana, David giró inesperadamente hacia el noroeste, causando vientos de 125 mph (200 km/h) en Santo Domingo y vientos de categoría 5 en otras partes del país. La tormenta causó lluvias torrenciales, lo que resultó en inundaciones extremas de los ríos. La inundación arrasó pueblos enteros y comunidades aisladas durante el ataque de la tormenta. Una grúa de contenedores montada sobre rieles se derrumbó en Río Haina en la terminal marítima. Muchas carreteras en el país fueron dañadas o destruidas por las fuertes lluvias, acentuadamente en las ciudades de Jarabacoa, San Cristóbal y Baní.
Casi el 70% de los cultivos del país fueron destruidos por las inundaciones torrenciales.Las inundaciones extremas en los ríos resultaron en la mayoría de las 2,000 muertes del país. Un ejemplo particularmente mortal de esto fue cuando un río desbocado en el pueblo montañoso de Padre las Casas arrasó con una iglesia y una escuela, matando a varios cientos de personas que se refugiaban allí. La inundación destruyó miles de casas, dejando a más de 200,000 personas sin hogar tras el huracán. El presidente Antonio Guzmán Fernández estimó que la combinación de daños agrícolas, inmobiliarios e industriales asciende a $ 1 mil millones ($ 2.8 mil millones en 2005 USD).  El vecino Haití experimentó muy poco de David, debido al debilitado estado del huracán al moverse por el país.